# جيم بوتشر
جيم بوتشر (بالإنجليزية: Jim Bucher) هو لاعب كرة قاعدة أمريكي، ولد في 11 مارس 1911 في ماناساس في الولايات المتحدة، وتوفي في 21 أكتوبر 2004 في إليزابيث تاون في الولايات المتحدة.

## وصلات خارجية
- جيم بوتشر على موقعبيزبول رفرنس.كوم (الدوري الرئيسي) (الإنجليزية)
- جيم بوتشر على موقعبيزبول رفرنس.كوم (الدوري الثانوي) (الإنجليزية)